# Vogel Sándor
Vogel Sándor (Apáca, 1940. április 16. – Budapest, 2024. október 15.) erdélyi magyar történész, szerkesztő.

## Életútja
Középiskolai tanulmányait a brassói Magyar Vegyes Líceumban végezte (1957), majd a BBTE-n szerzett történelem szakos tanári oklevelet (1963). Előbb az ürmösi általános iskolában tanított, majd 1967-től brassói általános iskolákban, illetve az Unirea Líceumban és a hétfalusi líceumban volt tanár. 1989 júliusában áttelepült Magyarországra, ahol 1989–91 között az Akadémiai Kiadó szerkesztője, majd a Teleki László Intézet tudományos munkatársa volt. 2004-től nyugdíjas.

## Munkássága
Kutatási területe Erdély kora újkori története, a magyar–román és magyar–szász kapcsolatok. Első szakcikkét a Tanügyi Újságban közölte (1971), majd A Hét, Korunk, Brassói Lapok, Művelődés, 1989 után a Romániai Magyar Szó, Magyar Kisebbség, Karpatenrundschau, Magyar Nemzet, Collega, História, Honismeret, Külpolitika, Külügyi Szemle, Limes, Pro Minoritate, Regio, Acta Humana, Korall, Európai Tükör munkatársa, de közölte tanulmányait a Stockholmban megjelenő Új Kéve, és Inwandrare Minoriteter Scandinavian Migration and Ethnic Minorities Review, a tokiói Daily Yomiury is.

### Fontosabb tanulmányai
- A Barcaság múltjából (Korunk, 1974/10)
- Bethlen Gábor Georg Kraus krónikájában (Brassói Lapok 1980)
- Kisebbségjogi dokumentumok Romániában (Regio 1994)
- Transylvania: Myth and Reality. Changing Awareness of Transylvanian Identity (in: Vampires Unstaked. National Images, Stereotypes and Myths in East Central Europe. Amsterdam–Oxford–New York 1995)
- A kétoldalú kisebbségvédelmi jogeszközök rendszere (Külpolitika, 1996/1)
- Az Európai Unió és a nemzeti kisebbségek (Collega, 1999/6–7)
- Az euro-atlanti integráció és a román Közép-Európa-felfogás (Magyar Kisebbség, 1999/1)
- Sicherheitsdilemma und ethnische Konflikte aus ungarischer Sicht (in: Minderheiten als Konfliktpotential in Ostmittel- und Südosteuropa. München 1995)
- The Old-New Problem of the Hungarian Minorities in Central Europe (in: Integration, Regionalism, Minorities: What is the Link? Budapest, 1997)
- Svéd vonatkozások Georg Kraus Erdélyi krónikájában. 1608–1665. (Új Kéve,  1998/5, 1999/1, 2)
- Die Frage Siebenbürgens und die Lage der Ungarischen Minderheit in Rumänien in den Jahren 1920–1940 (in: Nationalismus und Nationalbewegungen in Europa. 1914–1945. Berlin 1999)
- Az erdélyi szász autonómia (Provincia, 2002/2)
- Rendszerváltás Romániában (in: A proletárdiktatúrákból a polgári demokráciákba. 1989–1992. Szerk. Glatz Ferenc, Budapest, 2004)
- „Siebenbürgen, süsse Heimat”. Az erdélyi szász identitás (in: Kik vagyunk és miért – írások az identitásról. Stockholm–Budapest, 2008)

## Kötetei
Fordításában és gondozásában készült el kiadásra még az 1980-as években Georg Kraus Erdélyi krónikája, amely azonban Romániában nem jelenhetett meg (Budapest, 1994; 2. átdolg. kiad. Csíkszereda, 2008).
Munkatársa (Erdélyről, az erdélyi településekről és Románia történetéről szóló szócikkek szerzője) a Magyar Nagylexikon I–XI. köteteinek (Budapest, 1999–2000).
- Gondolatok Jászi Oszkár "Keleti Svájc" elképzeléséről 75 év múltán; Magyar Külügyi Intézet, Budapest, 1997 (MKI tanulmányok)
- A magyar kisebbség Romániában; Magyar Külügyi Intézet, Budapest, 1997 (MKI tanulmányok)
- Európai kisebbségvédelem – erdélyi nemzetiségpolitikák (Csíkszereda, 2001)
- A kisebbségi kérdés és az Európai Unió; TLI Külpolitikai Tanulmányok Központja, Budapest, 2003 (TLI tanulmányok)

### Fordításai
- Erdélyi krónika, 1608–1665; szerk. V. András János, ford., bev., jegyz. Vogel Sándor; Ómagyar Kultúra Baráti Társaság Kiadói Részlege, Bp., 1994
- Erdélyi krónika, 1608–1665; ford., bev., jegyz. Vogel Sándor; 2. átdolg. kiad.; Pro-Print, Csíkszereda, 2006